# ایون هنسن عزیز
ایون هنسن عزیز (انگلیسی: Dear Evan Hansen) یک تئاتر موزیکال است که موسیقی و متن ترانه‌های آن توسط بنژ پاسک و جاستین پل نوشته شده‌است و متن آن توسط استیون لونسون.
این تئاتر در دسامبر ۲۰۱۶ در تئاتر برادوی اجرایش شروع شد.
در هفتادویکمین جایزه تونی این تئاتر نامزد نه جایزه شد که شش‌تای آن را برد، این جوایز شامل بهترین موزیکال، بهترین ترانه، بهترین بازیگر مرد (برای بن پلت در نقش ایون هنسن) و بهترین بازیگر مکمل زن بود.
نسخه سینمایی این نمایش با تحت عنوان ایون هنسن عزیز به کارگردانی استیون شباسکی در سال ۲۰۲۱ اکران شد.